# Прирічне (Теректинський район)
Прирі́чне (каз. Приречное) — село у складі Теректинського району Західноказахстанської області Казахстану. Адміністративний центр та єдиний населений пункт Прирічного сільського округу.
Населення — 640 осіб (2021; 761 у 2009, 1127 у 1999, 1363 у 1989).